# Białe kartki
Białe kartki (tyt. oryg. Fletë të bardha) – albański film fabularny z roku 1990 w reżyserii Mevlana Shanaja.

## Opis fabuły
Film telewizyjny. Bohaterem filmu jest starzejący się pisarz Ermir Gjika, który opowiada trzy historie. Jedna dotyczy jego twórczości, druga opowiada o jego żonie, z którą nie potrafił się porozumieć. Trzecia historia przedstawia problemy trójki młodych ludzi, którzy dopiero szukają w swoim życiu miłości.

## Obsada
- Rikard Ljarja jako Ermir Gjika
- Birçe Hasko jako Xhafa
- Pavlina Mani jako Kristina
- Ema Ndoja jako Ana Perlati
- Petrika Riza jako Luan Stafa
- Kadri Roshi jako Xheladin
- Ilir Sulejmani jako Ilir
- Filika Dimo jako Elvira
- Marientina Gjoni jako Leila
- Vladimir Muzha jako krytyk
- Ndrek Shkjezi jako wujek Kristiny
- Agim Shuke jako przewodniczący
- Esma Agolli jako Aferdita
- Hazbi Musai
- Kristaq Papa
- Natasha Sela
- Pandi Siku
- Stavri Shkurti
- Teli Stefani